# 색도

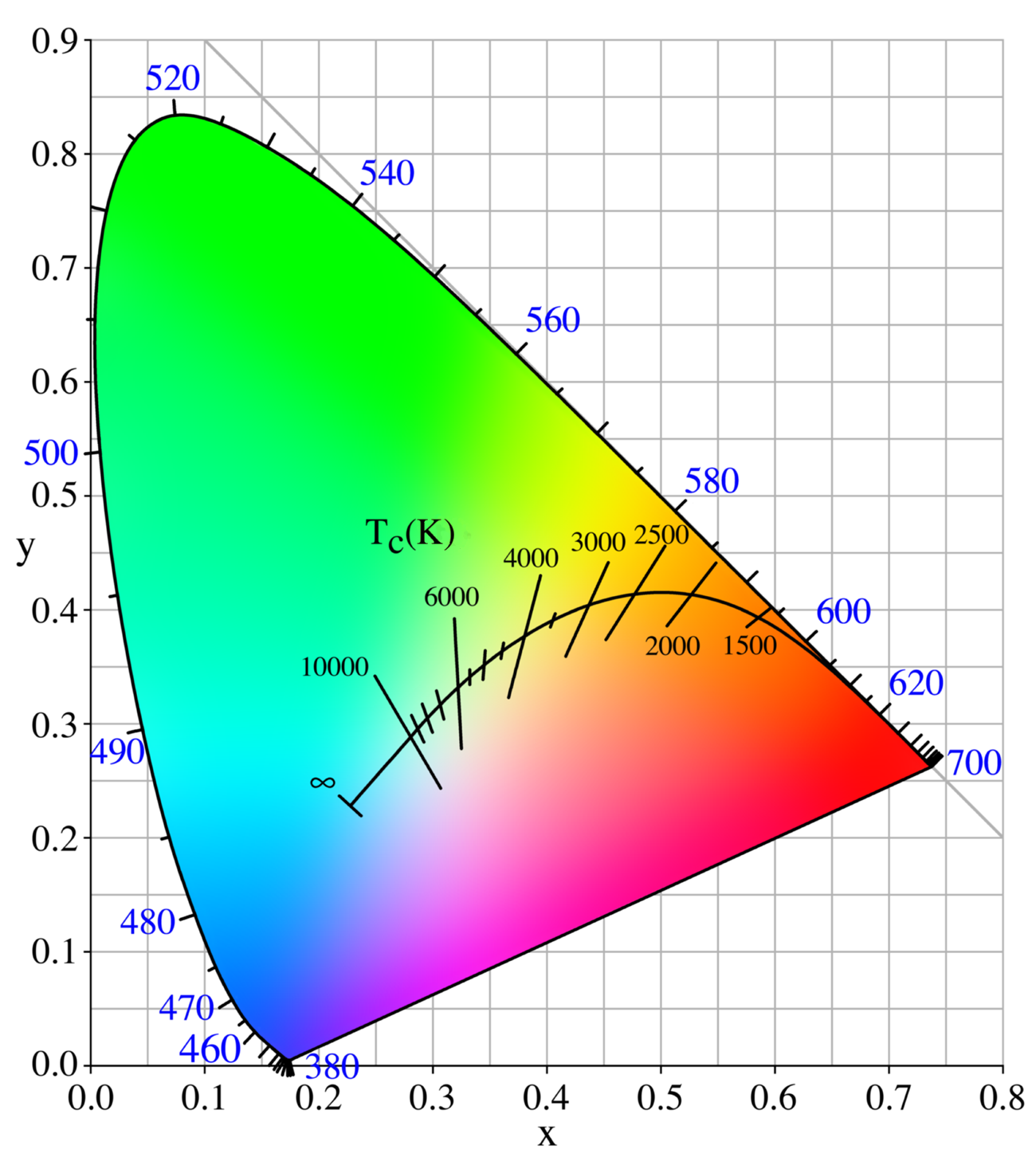
CIE 1931 x,y 색도 공간, 다양한 온도의 흑체 광원의 색도와 등고선

색도(色度)는 그 발광에 상관없이 색의 질의 목표 규격이다.
색 과학에서 조명체 또는 디스플레이의 흰점은 다색성에 의해 특징지어지는 중성 기준이다. 예를 들면 sRGB 디스플레이의 흰점은 [0.3127,0.3290]의 x,y 다색성이다. 다른 모든 다색성은 극좌표를 사용하는 이 기준과 연관되어 정의될 수 있다. 색상(Hue)는 각 성분이고 순도는 반경 성분이며 그 색상에 대해 최대 반경으로 정규화된다.

## 같이 보기
- 색차
- 불가능한 색상
- 색지수